# 丹維爾鎮區 (阿肯色州耶爾縣)
丹維爾鎮區（英語：Danville Township）是位於美國阿肯色州耶爾縣的一個行政鎮區。

## 地方資料
丹維爾鎮區的面積為94.45平方千米，當中陸地面積為92.44平方千米，而水域面積為2.01平方千米。根據2010年美國人口普查的數據，當地共有人口2882人，而人口密度為每平方千米30.51人。